# Wander
Wander – wolnozmienna fluktuacja fazy, wędrowanie fazy, błądzenie fazy czy też dewiacja fazy sygnału zegarowego. Zmiany fazy są bardzo rozciągnięte w czasie (są to drgania o częstotliwości od 0 do 10 Hz) i przybierają charakter losowy – są to główne przyczyny tego, że wander, w przeciwieństwie do jittera, nie może być w pełni efektywnie wytłumiony. Sam pomiar błądzenia fazy (w zależności od tego, jaki parametr mierzymy) trwa od 15 minut do 24 godzin, co i tak daje nam tylko przybliżoną charakterystykę. Odfiltrowanie tego rodzaju drgań jest niemożliwe z uwagi na konieczność stosowania dużych buforów. Wander pojawia się przy niskich częstotliwościach i może się akumulować przez dość długi okres. Rezultatem tego są nagłe błędy, które mogą spowodować utratę ramki (ang. Loss of Frame [LOF]).

## Źródła wolnozmiennych fluktuacji fazy

### Zegary główne
Źródłem tego rodzaju fluktuacji jest niska jakość synchronizacji urządzeń, a więc poszczególnych zegarów w części odbiorczej i nadawczej systemu. Zegary spóźniają się, spieszą, wyczerpują, nawet zmiana czasu zimowego na letni i odwrotnie może spowodować wprowadzenie do systemu wolnozmiennego drgania fazy. W systemach SDH stosowane są zegary cezowe (sekunda atomowa, to 9 162 770 000 drgań atomu cezu)

### Operacje wskaźnikowe
Różnice w fazie i częstotliwości pomiędzy dwoma elementami sieci można wyrównać, przesuwając odpowiednie wskaźniki, w zależności od tego czy zegar nadający jest opóźniony, czy przyspieszony co do zegara odbiorczego. Taka adaptacja wskaźników jest przyczyną skoku fazy transportowanego sygnału o 8 lub 24 bity (np. dla 2 Mbit/s strumienia danych). Procesy zegarowe w demultiplekserze wygładzają (wyrównują) takie skoki fazy w sygnale wychodzącym jednak niektóre modulacje pozostają, a składniki niskoczęstotliwościowe zaczynają dominować. Wolnozmienna fluktuacja fazy powoduje niedomiar lub nadmiar elementów sieciowych bufora, co wiedzie do straty bitów sygnału. Ponieważ system składa się z zintegrowanego mechanizmu przeciwdziałającemu stracie synchronizacji, podczas takiej operacji może usunąć całkowicie daną ramkę.

### Całodobowe zmiany czasu propagacji
Typowa sieć transportowa może dodać do 90μs fluktuacji fazy na dzień do sygnału T1 i E1. Już 18 μs powoduje poślizg. Wander generowany przez dany element sieci przyczynia się do akumulacji wolnozmiennej fluktuacji fazy w całej sieci. Generowanie wolnozmiennej fluktuacji fazy zależy również od zastosowanego medium transmisyjnego. Włókno optyczne generuje 80 ps/km na każdy °C, natomiast kabel miedziany już 725 ps/km. Te zmiany nie wydają się duże, lecz jeśli wziąć pod uwagę możliwą dobową amplitudę temperatury, oraz jak długie są włókna optyczne, czy kable miedziane te zmiany stają się znaczące. Przykładowy kabel miedziany o długości 500 km poddawany dziennym wahaniom temperatury wnosi fluktuacje fazy na poziomie 5,5 μs. Dla porównania - opóźnienie rzędu 18 μs powoduje już błędy w transmisji.
Skutki wolnozmiennej fluktuacji fazy dla poszczególnych rodzajów transmisji:
- głos - słyszalne stukania, trzaski
- dane - retransmisja lub uszkodzenie danych
- obraz - zamrożenie obrazu lub utrata obrazu
- telefon komórkowy - rozłączenie rozmowy
- internet - strata pakietu
- fax - strata skanowanej linii